# Salar de Aguilar
El salar de Aguilar es un salar ubicado en la cordillera andina de la Región de Atacama, con un difícil acceso por una quebrada al sur. Su superficie es una costra rugosa de halita (NaCl) de color marrón parecida a la costra del salar de Atacama. 
Las características morfométricas y climatológicas más relevantes del salar son:: III-45 
- altura: 3320 m
- superficie de la cuenca: 589 km²
- superficie del salar: 71 km²
- superficie de las lagunas: ~ 200 m²
- precipitaciones: 100 mm/año
- evaporación potencial: 1100 mm/año
- temperatura media: 2 °C

## Historia
Luis Risopatrón lo describe en su Diccionario Jeográfico de Chile (1924):: 11 
Aguilar (Salar de). Con depósitos de bórax que han sido esplotados con dificultad en años anteriores, cerrado al W, N i E por flancos casi verticales que dificultan la bajada, siendo fácil el acceso solamente por el lado S, se haya al pié E de la cordillera Domeyko, a corta distancia al N del salar de Infieles.